# Gran Gambonnos
Gran Gambonnos (en inglés, Great Gambonnos) son  personajes que aparecen en los cómics estadounidenses publicados por Marvel Comics.

## Biografía
Ernesto y Luigi Gambonno nacieron en Milán, Italia. Son acróbatas y trapecistas que trabajan para el Circo del Crimen. Son idénticos gemelos y aunque se consideran a sí mismos como los «reyes del alto Trapecio», son derrotados con bastante facilidad por Spider-Man y Daredevil, que resultarán ser acróbatas superiores a dos de ellos.
Frustrados por esta derrota, los Gambonnos están más que dispuestos a tirar con el Payaso, La Princesa Python y el Cañón Humano. Ellos dejan al Director de pista y se convierten en los Maestros de la Amenaza, un nombre de la Princesa Python que ideó y roban algunas pinturas valiosas. Cuando Spider-Man ataca a los Maestros en su escondite, los Gambonnos tienen un conjunto de anillos de gimnasia desde los que pivotan, pero son golpeadas por su red araña todos iguales y enviados a la cárcel. Vuelven a unirse con Ringmaster cuando se trata de atraer al Ojo de Halcón, Quicksilver y la Bruja Escarlata en el grupo, pero no pueden derrotar a Quicksilver.
Los Gambonnos (junto a Ringmaster y el Payaso) estaban entre los villanos del ejército de Hammerhead, cuando el Iron Man y S.H.I.E.L.D. allanaron su escondite. Durante la parte de «Apertura de Salvo» de la historia del Imperio Secreto, los Gran Gambonnos estaban con el Circo del Crimen mientras eran reclutados por Helmut Zemo para unirse al Ejército del Mal.
Los Gambonnos aparecen más tarde robando un camión blindado hasta que son detenidos por La Chica Luna y el Dinosaurio Diablo, junto con los adolescentes Cíclope y Nova.

## Poderes y Habilidades
Ernesto y Luigi Gambonno no tienen superpoderes, pero son acróbatas y trapecistas expertos.

## En otros medios

### Televisión
- Una variación de los Gran Gambonnos aparecen en Las nuevas aventuras de Spider-Man, episodio "Carnaval del Crimen".
- Aparecen en la primera temporada de Avengers Assemble, episodio "Crimen y Circo", donde ambos sus voces por Roger Craig Smith.